# Leeona Dorrian

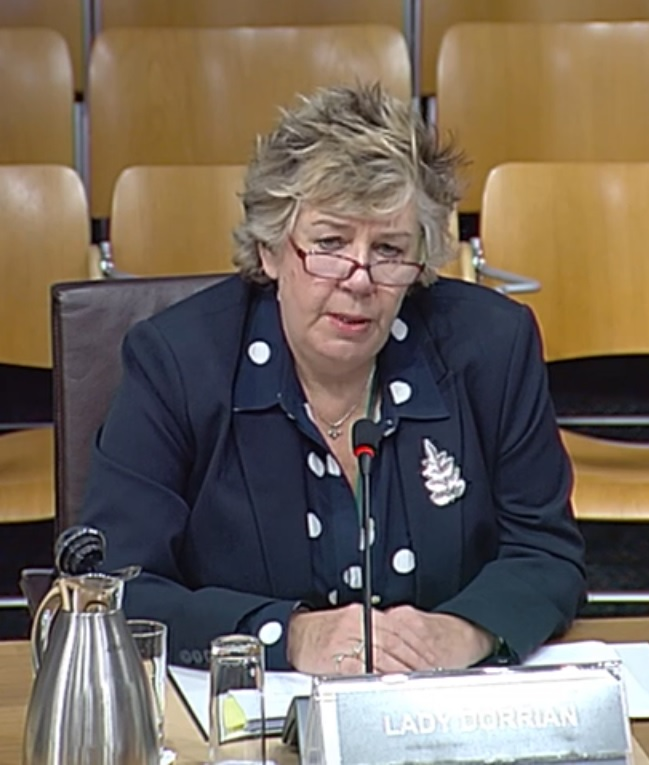
Leeona Dorrian, 2018

Leeona Dorrian, Lady Dorrian (* 16. Juni 1957 in Edinburgh, Schottland, Vereinigtes Königreich) ist eine schottische Richterin und aktuelle Lord Justice Clerk.

## Leben
Nach der juristischen Ausbildung an der University of Aberdeen und der University of Edinburgh graduierte Leeona Dorrian 1977 zum LL.B. und arbeitete in der Folge als Rechtsanwältin. 1994 erfolgte die Ernennung zum Queen’s Counsel. Seit 2002 ist sie Richterin. 2005 wurde sie Senatorin des College of Justice, 2016 wurde sie als erste Frau von Queen Elizabeth II. zum Lord Justice Clerk, das ist das zweithöchste schottische Richteramt, ernannt und nahm den Titel Lady Dorrian an.
2022 wurde Dorrian in die Royal Society of Edinburgh gewählt.